# Самойлов, Наум Александрович
Наум Александрович Самойлов (род. 9 декабря 1941 года, Ташкент, Узбекская ССР) — советский и российский учёный, доктор технических наук (с 1995), профессор кафедры «Нефтехимия и химическая технология» Технологического факультета УГНТУ (с 2001), член диссертационного совета УГНТУ по специальности «Процессы и аппараты химических технологий», Заслуженный изобретатель Республики Башкортостан, Почётный работник высшего профессионального образования РФ (2002).
Область научных интересов профессора Самойлова Н. А. включает теоретические и практические проблемы адсорбции, ректификации, экстракции, разработку каталитических покрытий, каталитическую очистку отходящих газов, математическое моделирование химико-технологических процессов, сорбционный и адгезионный сбор аварийных разливов нефти, педагогику Высшей Школы.
Профессором Самойловым Н. А. опубликовано 774 научные работы, в том числе 4 монографии, 55 патентов, более 400 статей, более 30 учебно-методических работ.

## Биография

#### Cемья и происхождение
Наум Александрович Самойлов родился 9 декабря 1941 года в городе Ташкенте — столице Узбекской ССР, входившей в состав СССР. В те страшные военные 1941—1945 годы Узбекская ССР являлась крупнейшим эвакуационным центром, который принимал и спасал от голодной смерти около миллиона советских граждан и более 200 тысяч детей . Родители — Александр Израйлевич Самойлов и Фаня Наумовна Самойлова (в девичестве Резник).

#### Образование
Окончил школу № 62 города Уфы с серебряной медалью в 1958 году. Детство, юность, зрелость — вся жизнь оказалась связана с Черниковкой — самого северного, промышленного района города Уфы. В те послевоенные годы Черниковка (город Черниковск в 1944—1956 гг.) строилась промышленными предприятиями.
В 1958—1963 годах учился в Уфимском нефтяном институте. Защитил дипломный проект по исследованию осушки цеолитами. Окончил институт с отличием и остался работать на кафедре «Процессы и аппараты химической технологии» ассистентом. Затем работал старшим преподавателем, доцентом, а после защиты докторской диссертации — профессором кафедры «Нефтехимии и химической технологии» УНИ (с 1999 года УГНТУ). Темы диссертаций на соискание учёной степени кандидата, а затем и доктора технических наук были посвящены адсорбции на цеолитах.
Самойлов Н. А. организовал в университете две учебные лаборатории «Математическое моделирование химико-технологических процессов» и «Применение ЭВМ в химической технологии», разработав при этом полный учебно-методический комплекс. Методички и учебные пособия, написанные профессором Самойловым, продолжают оставаться основной учебной литературой дисциплин.

По состоянию на 2021 год, Самойлов Н. А. подготовил 2 докторов и 5 кандидатов наук, является научным руководителем ещё 2 аспирантов.
Наум Александрович является организатором Международной научной конференции «Теория и практика массообменных процессов химической технологии» (Марушкинские чтения) и Международной студенческой олимпиады «Процессы и аппараты химической технологии» имени профессора К. Ф. Богатых.

#### Научные труды
Самойлов Н. А. опубликовал 774 научные работы, в том числе 4 монографии; 55 патентов, более 400 статей, более 30 учебно-методических работ. Индекс цитирования трудов профессора Самойлова Н. А. на 2021 год составляет 836. Список публикаций в РИНЦ по сведениям на 2021 год — 290.
Диссертации
1. Диссертация на соискание учёной степени доктора технических наук «Исследование глубокой очистки технологических потоков нефтепереработки и нефтехимии адсорбционными и термокаталитическими методами». — Уфа. — 1995.
2. Диссертация на соискание учёной степени кандидата технических наук «Исследование адсорбционной жидкофазной очистки бензина-растворителя цеолитами». — Куйбышев. — 1969.

Монографии
1. Самойлов Н. А. Примеры и задачи по курсу «Математическое моделирование химико-технологических процессов». — Санкт-Петербург, 2013.
2. Самойлов Н. А. Проектирование и оборудование предприятий нефтехимии и органического синтеза: Учебное пособие / Н. А. Самойлов, И. Ф. Удовенко. — Уфа: Федеральное агентство по образованию ГОУ ВПО УГНТУ, 2008.
3. Самойлов Н. А. Моделирование в химической технологии и расчёт реакторов / Самойлов Н. А. — Уфа: М-во образования и науки Рос. Федерации, Федер. агентство по образованию, ГОУ ВПО УГНТУ, Ин- т дополнит. проф. образования, 2005.
4. Самойлов Н. А. Феноменология адсорбции. Практические и теоретические аспекты адсорбционной очистки и осушки технологических потоков / Самойлов Н. А. — Уфа: Издательство ГУП ИНХП РБ, 2014. — 272 с.

Профессор Самойлов Н. А. всю свою научную и педагогическую деятельность посвятил тому, чтобы «сложное объяснить простыми словами». Монографии профессора Самойлова Н. А. написаны чётким, ясным стилем и по праву являются основной и дополнительной литературой при преподавании дисциплин по моделированию химико-технологических процессов во многих российских вузах. Так, небольшой экскурс в рабочие программы учебных дисциплин, находящихся в свободном доступе в интернете, показал, что более, чем в 10 российских вузах первая и третья монографии входят в список дополнительных источников по дисциплинам, связанных с моделированием химических процессов

.
При этом монографии активно используются для подготовки бакалавров, магистров и кадров высшей квалификации.
Патенты на изобретения, авторские свидетельства, статьи
1. Самойлов Н. А. Термокаталитическая очистка газов, содержащих пары изопропилбензола / Мухутдинов Р. Х., Самойлов Н. А. // Нефтепереработка и нефтехимия. Научно-технические достижения и передовой опыт. — 1983. — № 2 — С. 31.
2. Авторское свидетельство SU 1069848 A1. Регулярная насадка для тепломассообменных и реакционных процессов / Марушкин Б. К., Самойлов Н. А., Богатых К. Ф. и др., от 30.01.1984.
3. Самойлов Н. А. Механическая прочность и термостабильность катализаторных покрытий для очистки отходящих газов / Мухутдинов Р. Х., Самойлов Н. А., Синельникова В. К. // Химия и технология топлив и масел. — 1988. — № 1. — С.30.
4. Патент на изобретение RU2091159 C1. Трёхслойный сорбент для очистки поверхности воды и почвы от загрязнения нефтью и нефтепродуктами / Хлесткин Р. Н., Шаммазов А. М., Самойлов Н. А., Биккулов А. З. и др., от 27.09.1997.
5. Самойлов Н. А. Ликвидация разливов нефти при помощи синтетических органических сорбентов / Хлесткин Р. Н., Самойлов Н. А., Шеметов А. В. // Нефтяное хозяйство. — 1999. — № 2. — С.46.
6. Патент на изобретение RU2159307 С1. Адсорбер непрерывного действия / Самойлов Н. А., Сидоров Г. М., Кондратьев А. А., от 20.01.2000.
7. Самойлов Н. А. Математическое моделирование и оптимизация процесса гидроочистки дизельного топлива / Самойлов Н. А. // Теоретические основы химической технологии. — 2021. — Т.55. — № 1. — С.99 — 109.
8. Патент на изобретение RU 2717031. Турбулентный смеситель-реактор / Мнушкин И. А., Самойлов Н. А., Калимгулова А. М. и др., от 17.03.2020.
9. Samoilov N.A. Determination of optimal dimensions of adsorbent layer and adsorber for process of short-cycle heat-free adsorbtion (PSA process) / Samoilov N.A. // Chemical and petroleum Engineering. — 2019. — T. 55. — № 1 — 2. — С.108 — 113.
10. Самойлов Н. А. О некоторых особенностях педагогики в технических вузах / Самойлов Н. А. // Педагогический журнал Башкортостана. — 2011. — С. 30 — 32[13].

Анализ печатных работ профессора Самойлова Н. А. показывает о наличии 6 — 7 публикаций в год в рецензируемых журналах, включённых в Перечень ВАК и входящих в систему РИНЦ и международные базы данных Web of Sciencе и Scopus.

#### Признание
- Почётное звание и нагрудный знак «Заслуженный изобретатель Республики Башкортостан» (1998 год).
- Почётный работник высшего профессионального образования РФ (2002 год).
- «Серебряный знак УГНТУ».
- Ведущий научный сотрудник Патентного бюро Департамента технологии и науки ООО "НИПИ НГ «Петон», г. Уфа.

Награждался также почётными грамотами Минобразования РФ, Минхимпрома РФ, УГНТУ.
Биографические справки о Н. А. Самойлове помещены в 24 справочниках России, США, Англии (Региональный интерактивный энциклопедический портал «Башкортостан», Известные выпускники школ Орджоникидзевского района г. Уфы, Первая интерактивная газовая энциклопедия Neftegas.ru, Свободная энциклопедия Урала.